# Paolo Portoghesi
Paolo Portoghesi (2. listopadu 1931 Řím – 30. května 2023 Calcata) byl italský architekt, teoretik, historik a profesor architektury na Univerzitě Univerzitě La Sapienza v Římě.

## Život
Paolo Portoghesi studoval architekturu na Univerzitě La Sapienza v Římě, studium dokončil v roce 1957. V letech 1962 začal na stejné škole učit historii kritiky. Společně s inženýrem Vittoriem Gigliottim si v Římě v roce 1964 otevřel architektonickou kancelář. V letech 1968–78 byl děkanem fakulty architektury na Politechnické univerzitě v Miláně. Mezi lety 1979 a 1992 byl prezidentem architektonické sekce Bienále v Benátkách. Od roku 1995 působil jako profesor na katedře architektury na Univerzitě La Sapienza.
Vedl práce na Dizionario Enciclopedico di Architettura e Urbanistica (Encyklopedický slovník architektury a urbanismu, 1968). V roce 1966 založil časopis Controspazio, jehož šéfredaktorem zůstal až do roku 1983. Vedl časopisy Eupalino (1985–1990), Materia (od roku 1990) a Abitare la Terra (od roku 2001).
Paolo Portoghesi se specializoval na výuku a výzkum tradiční, zejména barokní architektury, zvláště Francesca Borrominiho, ale také Michelangela. Počátkem 60. let vytvořil projekt Casa Baldi, který předjímal témata postmoderní architektury, které se stal Portoghesi čelným představitelem v Itálii.
V současné architektuře, podobně jako jeho kolega z Říma Bruno Zevi, prosazoval více organické formy modernismu, známé například z prací Victora Horty a Franka Lloyda Wrighta, v Itálii v neorealismu a Neo-stylu Liberty. V posledních letech zaměřoval Paolo Portoghesi svoji pozornost na „humanistickou“ architekturu, která splňuje sedm klíčových kritérií: učit se od přírody, být konfrontován s místem, poučit se z historie a zapojit ji do inovací, dbát na udržitelnost, chránit rovnováhu přírody a přispět ke snížení spotřeby. Na toto téma publikoval v roce 2005 esej Geoarchitettura a zájem o studium přírody vyústil i v napsání knihy Architettura e natura (Architektura a příroda, 2000). V jeho tvorbě je patrný zájem o islámskou architekturu, je autorem několika mešit.

## Dílo

### Výběr projektů
- Casa Baldi, Řím (1959)
- Casa Andreis, Scandriglia (1964)
- Casa Bevilacqua, Řím (1964)
- Divadlo Cagliari (1965)
- Casa Papanice, Řím (1966)

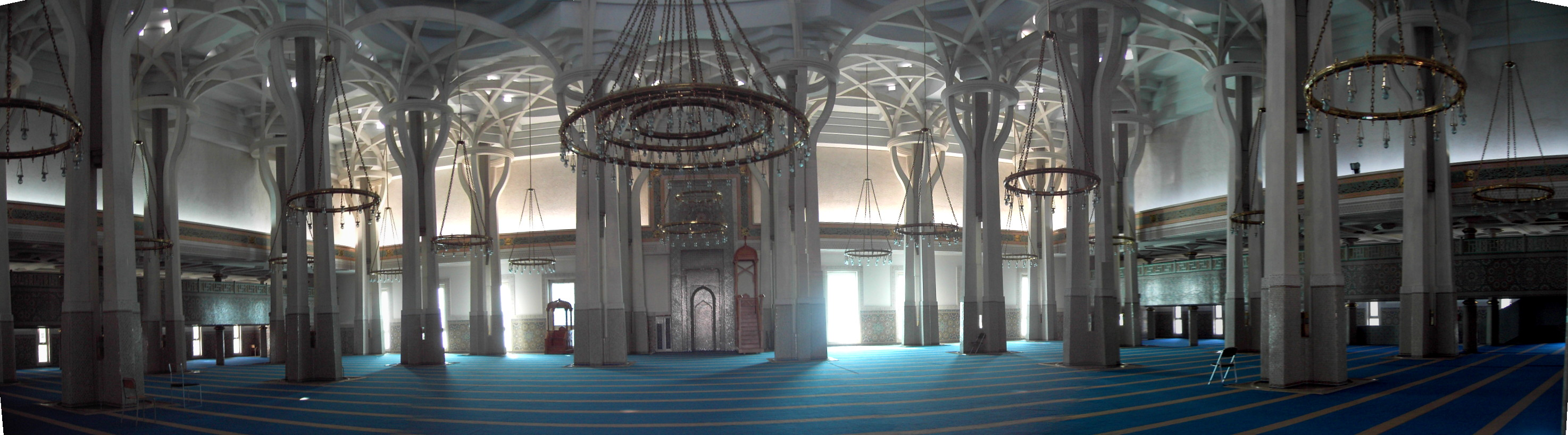
Interiér mešity (Grande Moschea di Roma) v Římě (1974)

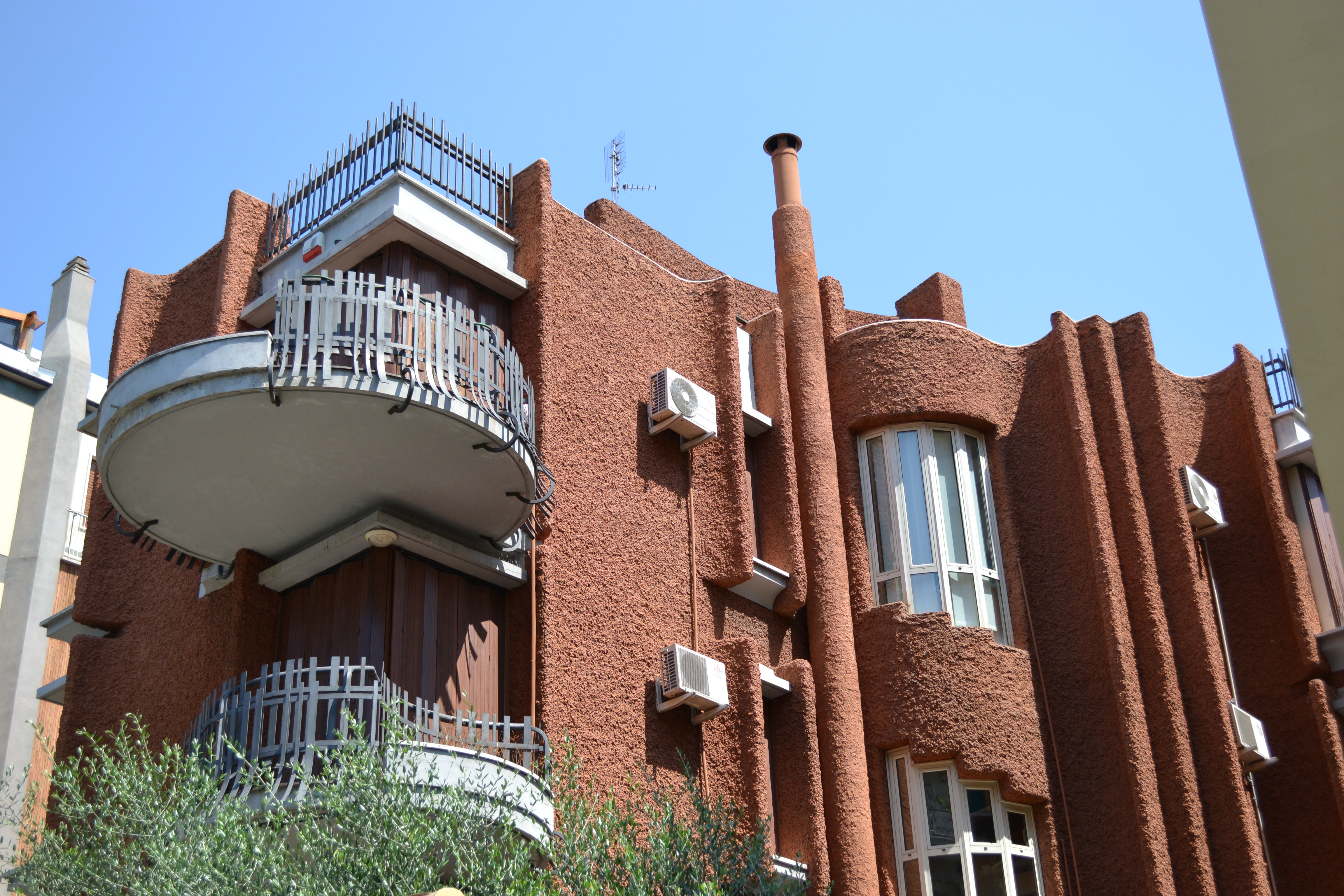
Casa Papanice v současné době část z American University of Rome, Řím (asi 2012)

- Kostel Sacra Famiglia, Salerno (1969)
- Grand Hotel, Chartúm, Súdán (1972–73)
- Královský dvůr, Ammán, Jordánsko (1973)
- Velká mešita v Římě, Parioli (1974)
- Academie umění, L'aquila (1978–82)
- ENEL Condominium, Tarquinia (1981)
- Centola Palinuro (Salerno, Itálie), plán města (Piano Regolatore) (1984)
- Rezidence Tegel, IBA Berlín, Německo (1984–88)
- Le terme di Montecatini, Pistoia (1987)
- Divadlo Politeama, Catanzaro (1988)
- Zahrada a knihovna, Calcata (1990)
- Náměstí Leon Battista Alberti, Rimini (1990)
- Kostel Santa Maria della Pace, Terni (1997)
- Velká mešita, Štrasburk, Francie (2000)
- obytný komplex Rinascimento v Talenti parco, Řím (2001)
- Zahrady v Montpellier (Lattes), Francie
- Středoamerický parlament, Esquipulas, Guatemala
- Primavera restaurace, Moskva, Rusko
- Radnice na náměstí, Pirmasens, Německo.
- Sídlo Royalties Institute, St. Peter's College, Oxford, Velká Británie
- Náměstí, Šanghaj, Čína (2006)
- Mešita Štrasburk, 2010
- Cimitero Nuovo Cesena, 2011